# Bocas De Finas
De Bocas De Finas (letterlijk vertaald: "laatste doorgang") is een zeestraat in de Alexanderarchipel in de Alaska Panhandle in het zuidoosten van Alaska in de Verenigde Staten.

## Geografie
De zeestraat is 6,4 kilometer lang en ligt tussen Heceta Island in het noorden en de Maurelle Islands in het zuiden. In het noordwesten mondt de zeestraat uit op de Iphigenia Bay (Golf van Alaska), in het noordoosten op de Tonowek Bay. Verder naar het zuidoosten ligt de Golf van Esquibel. Verder naar het oosten ligt het Prins van Waleseiland.
Het waterlichaam ligt in de mariene ecoregio Noord-Amerikaans Pacifisch Fjordland.

## Geschiedenis
In 1775-1779 kreeg de zeestraat haar naam van Don Juan de la Bodega y Quadra en Francisco Antonio Maurelle.